# حسين ثابت الأورفلي
حسين ثابت الأورفه لي وهو طبيب عراقي، ولد عام 1341 هـ/1923م، في منطقة العشار بمدينة البصرة، ولقد نشأ وتربى في البصرة ودرس في مدارسها وبعد تخرجهِ من الإعدادية عام 1940م، كان ترتيبه الأول على العراق في الفرع العلمي، التحق بالكلية الطبية الملكية ببغداد، وتخرج منها عام 1946. وكان تخصصه في الأمراض الباطنية في جامعة بغداد وحصل بعدها على شهادة الدكتوراه في الطب الباطني، وشغل منصب أستاذ مساعد ثم أستاذ مشارك في كلية الطب، ولهُ بحوث علمية طبية عديدة باللغتين العربية والإنكليزية.

## أهم مؤلفاته
كانت لهُ بعض المؤلفات من كتب  ومقالات نشرت في معظم الدوريات والمجلات العلمية، ومنها:
- علاقة الضغط الدموي العالي مع أمراض الشرايين التاجية للقلب - اطروحة الدكتوراه.
- دراسة عن التسمم بالزئبق العضوي من جراء أكل الحنطة المسمومة بمركبات الزئبق العضوي وبصورة خاصة تأثير التسمم على القلب وبالاشتراك مع الدكتور شوكت الدهان.
- دراسة عن التسمم بمركبات الفسفور العضوية حيث أصيب بعض الناس بالتسمم من جراء استعمالهِ كمبيد لحشرات  الأشجار.
- دراسة عن داء السكر ومضاعفاتهِ في العراق.
- دراسة عن الصحة العقلية في العراق بالاشتراك مع الدكتور  طارق إبراهيم حمدي.
- كتاب باللغة العربية عن الأمراض المتوطنة يدرس في معهد الصحة العالي.
- كتاب باللغة العربية عن الأمراض الباطنية يدرس في معهد الصحة العالي.
- مقالات عن الأمراض المتوطنة كالبلهارزيا والأنكلستوما والزحار الأميبي نشرت في المجلة الزراعية.

## وفاته
توفى الطبيب حسين الأورفه لي في عقد التسعينيات في بغداد.